# Большая Ньюфаундлендская банка
Больша́я Ньюфаундле́ндская ба́нка (фр. Grands Bancs de Terre-Neuve; англ. Grand Banks of Newfoundland) — обширная шельфовая отмель в Атлантическом океане, у острова Ньюфаундленд. Важный промышленный район Канады и Франции (территории Сен-Пьер и Микелон). Общая площадь — 282 500 км². Открыта экспедицией Джованни Кабото (Джон Кабот).

## Геология и рельеф
Море почти везде не глубже 100 метров, самая мелкая точка — скала Вёрджин (глубина 5,5 метров).
Грунт в основном состоит из песка, гальки и гравия. В районе банки сталкиваются холодное Лабрадорское течение и тёплое течение Гольфстрим. Часто встречаются туманы и айсберги.

## Хозяйственное значение
Долгое время Большая Ньюфаундлендская банка считалась одним из самых богатых районов рыболовства.

Воды континентального шельфа от полуострова Кейп-Код до острова Ньюфаундленд образуют бесподобное по размерам и плодородию морское пастбище — трехмерную водную толщу, достаточную, чтобы покрыть весь Североамериканский континент слоем воды почти метровой высоты. В 1500 году эти воды по объему биомассы морских организмов не имели себе равных в мире. Здесь было царство королевы трески. (Фарли Моуэт «Трагедии моря»)

Количество судов, промышлявших в районе, непрерывно росло. К середине XX века рыба почти закончилась. Канада ввела мораторий на её добычу.